# Serra de les Planes (Ascó)
La Serra de les Planes és una serra situada als municipis d'Ascó, Flix i Vinebre a la Ribera d'Ebre.